# 종의 변환
종의 변환은 찰스 다윈의 자연 선택 이론보다 앞선 18세기와 19세기에 한 종의 다른 종의 변화에 대한 진화적 아이디어이다. French Transformisme은 장바티스트 라마르크가 1809년 그의 이론에 사용한 용어이며, 드니 디드로, 에티엔 조프루아 생틸레르, 이래즈머스 다윈, 로버트 그랜트 및 Robert Chambers를 포함한 다윈 이전 진화론의 다른 18세기 및 19세기 지지자들, '창조 자연사의 흔적(Vestiges of the Natural History of Creation)'이라는 책의 익명 저자, 해부학자 조르주 퀴비에와 리처드 오웬, 지질학자 찰스 라이엘과 같은 영향력 있는 과학자들이 주도한 이러한 초기 진화론에 대한 과학계의 반대는 강력했다. 그들에 대한 논쟁은 진화론적 사상의 역사에서 중요한 단계였으며 다윈의 이론에 대한 후속 반응에 영향을 미쳤다.

## 술어
변환은 찰스 다윈이 종의 기원(1859)을 출판하기 전인 19세기에 진화론에 일반적으로 사용된 이름 중 하나였다. 변환은 이전에 연금술에서 기본 금속이 금으로 변형되는 것을 설명하는 용어로 사용되었다. 이 기간에 사용된 진화론적 아이디어의 다른 이름으로는 발달 가설(Darwin이 사용한 용어 중 하나)과 William Chilton이 Oracle of Reason 과 같은 정기 간행물에서 사용한 규칙적인 그라데이션 이론이 있다. 변환 은 이 맥락에서 변환만큼 자주 사용되는 또 다른 단어이다. 이러한 19세기 초반의 진화론적 사상은 진화론적 사상의 역사에서 중요한 역할을 했다.
18세기와 19세기 초의 진화론적 사상가들은 자신들의 생각에 이름을 붙일 용어를 발명해야 했지만, 교잡을 통해 생물학적 변화를 겪은 종을 지칭하기 위해 변환(transmutation)이라는 용어를 최초로 사용한 사람은 Joseph Gottlieb Kölreuter였다.
그러나 용어는 종의 기원이 출판된 후 얼마 지나지 않아, 정착되지 않았다. 현대적 의미에서 진화했다는 단어는 1826년 로버트 제임슨의 저널에 실린 익명의 논문에서 처음 사용되었으며, 진화론은 허버트 스펜서(Herbert Spencer)의 1851년 사회 통계학에서 볼 수 있는 상대적으로 후발주자였다. 적어도 하나의 이전 예가 있지만 1865-70년경까지는 일반적으로 사용되지 않았다.

## 역사적인 발전
10세기와 11세기에 Ibn Miskawayh의 Al-Fawz al-Kabir(الفوز الأكبر)와 Brethren of Purity의 Encyclopedia of Purity of Purity(رسائل إخوان الصفا)는 생물학적 종의 변화에 대한 아이디어를 개발했다. 찰스 다윈 과 그의 다윈주의 발전에 영향을 미쳤지만, 한때 지나치게 열광적이라는 비판을 받았다. 그러나 과학 문헌에는 다윈이 "순수 형제들(Brethren of Purity)"의 영향을 받았다는 증거가 없다.

Muhammad Hamidulah는 후자의 아이디어를 다음과 같이 설명한다.
[이 책들]은 하나님이 먼저 물질을 창조하시고 발전을 위해 에너지를 투자하셨다고 말한다. 따라서 물질은 때가 되면 물의 형태를 취하는 증기의 형태를 취하게 되었다. 개발의 다음 단계는 광물 생활이었다. 시간이 지남에 따라 다양한 종류의 돌이 개발되었다. 그들의 가장 높은 형태는 mirjan(산호)이다. 그것은 나무의 가지와 같은 가지가 있는 돌이다. 광물 생활 후에 식물이 진화한다. 식물의 진화는 동물의 특성을 지닌 나무에서 절정에 달한다. 이것은 대추야자이다. 남성과 여성의 성별이 있다. 가지를 다 잘라도 시들지 않고 머리가 잘리면 죽는다. 따라서 대추야자는 나무 중에서 가장 높은 것으로 간주되고 동물 중에서 가장 낮은 것으로 간주된다. 그러면 가장 낮은 동물이 태어난다. 원숭이로 진화한다. 이것은 다윈의 말이 아니다. 이것은 Ibn Maskawayh 가 말한 것이며 이것이 바로 Ikhwan al-Safa 의 서신에 기록된 것이다. 이슬람 사상가들은 원숭이가 그 후 낮은 종류의 야만인으로 진화했다고 말한다. 그 후 그는 우월한 인간이 되었다. 사람은 성인, 선지자가 된다. 더 높은 단계로 진화하여 천사가 된다. 천사보다 더 높으신 분은 참으로 하나님이시다. 모든 것이 그에게서 시작되고 모든 것이 그에게로 돌아간다.
Encyclopedia of the Brethren of Purity의 영어 번역본은 1812년부터 구할 수 있었고, Al-Fawz al-Kabir와 Ikhwan al-Safa의 서신의 아랍어 사본도 19세기까지 케임브리지 대학교에서 구할 수 있었다. 그 작품들은 19세기 진화론자, 그리고 아마도 찰스 다윈에게도 영향을 미쳤을 것이다.

14세기에 Ibn Khaldun은 이러한 아이디어를 더욱 발전시켰다. 일부 주석가에 따르면 무카디마는 1377년 저작에서 다음과 같은 진술을 하며 생물학적 진화론을 예상하고 있다.
우리는 거기에서 (모든) 단순하고 복합적인 세계의 전체 존재가 상승과 하강의 자연스러운 순서로 배열되어 모든 것이 중단 없는 연속체를 구성한다고 설명했다. 세계의 각 특정 단계의 끝에 있는 본질은 본질적으로 그 위 또는 아래에 있는 그들에 인접한 본질로 변형될 준비가 되어 있다. 이것은 단순한 재료 요소의 경우이다. 식물의 마지막 단계를 구성하는 야자수와 덩굴이 동물의 (최하위 단계를 구성하는) 달팽이와 조개류와 관련하여 그렇다. 그것은 또한 생각하고 반성할 수 있는 능력이 있는 존재인 인간과의 관계에서 영리함과 지각이 결합된 생물인 원숭이의 경우도 마찬가지이다. 세계의 각 단계에서 양쪽에 존재하는 (변형을 위한) 준비는 (우리가 말하는) 그들의 연결을 의미한다. 식물은 동물과 같은 섬세함과 힘을 가지고 있지 않다. 따라서 성인들은 거의 그들에게로 향하지 않았다. 동물은 세 가지 순열의 마지막이자 마지막 단계이다. 광물은 식물이 되고 식물은 동물이 되지만 동물은 자신보다 더 고운 것으로 변할 수 없다.
수학자인 이븐 알하이삼과 Al-Khazini를 비롯한 수많은 이슬람 학자와 과학자들이 이러한 아이디어를 논의하고 발전시켰다. 라틴어로 번역된 이 작품은 르네상스 이후 서양에 나타나기 시작했으며, 서양 철학, 과학 등에 영향을 미쳤을 수 있다.
로버트 훅(Robert Hooke)은 17세기 후반 왕립학회(Royal Society) 연설에서 종은 다양하고 변화하며 특히 멸종된다고 제안했다. 그의 "지진 담론"은 화석, 특히 현대 진주 노틸러스와 암모나이트의 말린 껍질 사이의 비교에 기반을 두고 있다.
18세기에 Jacques-Antoine des Bureaux는 "종의 계보학적 상승"을 주장했다. 그는 번식에서 교배와 잡종교배를 통해 “진보적 조직화”가 일어나 유기체가 변화하고 더 복잡한 종이 발달할 수 있다고 주장했다.
동시에 Retif de la Bretonne은 La decouverte australe par un homme-volant (1781)와 La philosophie de monsieur Nicolas (1796)를 썼다. 덜 완벽한” 동물. De la Bretonne은 살아있는 형태가 끊임없는 변화를 겪는다고 믿었다. 그는 끊임없는 변화를 믿었지만 디드로와는 매우 다른 접근 방식을 취했다. de la Bretonne의 견해에 따르면 원자의 우연과 맹목적인 조합은 변환의 원인이 아니다. De la Bretonne은 모든 종은 더 원시적인 유기체에서 발전했으며 자연은 완벽에 도달하는 것을 목표로 한다고 주장했다.
백과사전의 수석 편집자인 데니스 디드로(Denis Diderot)는 암석 지층과 화석의 다양성을 설명하려는 과학적 이론을 쏟아내며 시간을 보냈다. 지질학적 및 화석 증거는 시베리아에 매머드 뼈의 존재에 대해 언급한 "매머드", "화석" 및 "상아 화석"이 주요인 백과사전 기사에 기고한 것으로 그에게 제시되었다. 이러한 지질학적 및 화석 증거의 결과로 디드로는 종이 변이할 수 있다고 믿었다. 특히 그는 유기체가 수천 년에 걸쳐 변태하여 종의 변화를 일으킨다고 주장했다. Diderot의 변형주의 이론에서 임의의 우연은 종의 변화, 발달 및 멸종을 허용하고 새로운 종의 형성을 허용하는 데 큰 역할을 한다. 특히 Diderot는 임의성과 무한한 시간이 주어지면 가능한 모든 시나리오가 나타날 것이라고 믿었다. 그는 이 무작위성이 자손의 새로운 형질 발달과 결과적으로 종의 발달과 멸종의 배후에 있다고 제안했다.
Diderot는 종의 상호 연결성을 증명하기 위해 Leonardo da Vinci의 인간과 말의 다리 구조 비교를 인용했다. 그는 이 실험을 자연이 계속해서 새로운 변형을 시도할 수 있음을 보여주는 것으로 보았다. 또한 Diderot는 유기 분자와 유기 물질이 고유한 의식을 가지고 있다고 주장했다. 이 의식은 유기물의 가장 작은 입자가 섬유질, 그물망, 기관으로 조직될 수 있도록 한다. 유기 분자에 의식이 있다는 생각은 Maupertuis와 Lucretian 텍스트 모두에서 파생되었다. 전반적으로, Diderot의 사색은 모두 "복합적 변형주의 철학"으로 서로 맞아떨어지며, 변형주의 메커니즘으로서 자연에 내재된 무작위성에 의존한다.
영국의 의사 이래즈머스 다윈(이래즈머스 다윈)은 보편적 변형 이론을 개발했다. 그의 주요 작품인 The Botanic Garden(1792), Zoonomia(1794-96), 그리고 Temple of Nature는 모두 유기체의 변화를 다루었다. 식물원과 자연의 사원에서 다윈은 종에 관한 자신의 생각을 설명하기 위해 시를 사용했다. 그러나 Zoonomia에서 이래즈머스는 유기체 사이의 연결에 대한 자신의 믿음을 (좀 더 과학적인 텍스트로서) 명확하게 표현한다. 그는 특히 일부 식물과 동물에는 원래의 유용한 상태에서 점차적으로 변해가는 “쓸모 없는 부속지”가 있다고 언급한다. 또한 Darwin은 자연적 역사적 우주론에 대한 William Herschel의 접근 방식과 식물과 동물의 변화하는 측면을 연결하여 변환 이론의 중요한 측면으로 우주론적 변환에 의존했다.
이래즈머스는 생명이 하나의 기원, 즉 생명의 "필라멘트"라고 불렀던 공통 조상이 있다고 믿었다. 그는 이 필라멘트의 자연 발생을 정당화하기 위해 화학적 변환에 대한 자신의 이해를 사용했다. 더비셔와 그곳에서 발견한 조개껍데기와 화석에 대한 지질학적 연구는 복잡한 생명체가 보다 원시적인 형태(Laniel-Musitelli)에서 발전했다는 결론에 도달하는 데 도움이 되었다. 이래즈머스는 비록 다른 변형 메커니즘을 통해서지만 우리가 지금 "적응"이라고 부르는 것에 대한 초기 지지자였다. 그는 유성 생식이 배아에 대한 아버지의 기여를 통해 획득한 형질을 전달할 수 있다고 주장했다. 그는 이러한 변화가 주로 삶의 세 가지 큰 욕구인 정욕, 음식, 안전에 의해 주도되었다고 믿었다. 이래즈머스는 이러한 획득된 변화가 식물과 동물의 욕망의 결과로 유기체의 물리적 구성을 점차적으로 변화시킨다고 제안했다. 특히 그는 식물에서 자라는 곤충을 묘사하는데, 이는 한 종의 다른 종으로 변형되는 훌륭한 예이다.
이래즈머스 다윈은 보편적 변화 이론을 형성하기 위해 루크레티아 철학에 의존했다. 그는 유기물과 무기물 모두 우주의 과정을 통해 변화했으며 식물과 동물은 후손에게 획득한 특성을 전달할 수 있다고 제안했다. 보편적 변형에 대한 그의 견해는 개선을 향한 우주의 여정에서 추진력으로 시간을 배치했다. 게다가 이래즈머스는 자연이 이 유산에 어느 정도의 선택의지를 가지고 있다고 믿었다. 다윈은 자연이 어떻게 바다에서 발달하기 시작했고 점차 다양해지고 복잡해졌는지에 대한 자신의 이야기를 펼쳤다. 그의 변환 이론은 동물과 식물 사이의 이러한 경쟁의 결과뿐만 아니라 동물 경쟁을 주도한 필요에 크게 의존했다.
찰스 다윈은 이래즈머스의 생애에 대한 그의 개요인 이래즈머스 다윈의 생애에서 변환 분야에 대한 그의 할아버지의 공헌을 인정했다. 다윈은 Ernst Krause와 협력하여 Der Geschichte Der Descendenz-Theorie에서 Krause의 이래즈머스 Darwin und Seine Stellung에 대한 포워드를 작성했다. 크라우스는 다윈과 루소와의 관계 및 서신을 포함하여 혈통 이론을 주장한 이래즈머스의 동기를 설명하며, 이는 그가 세상을 보는 방식에 영향을 미쳤을 수 있다.
Jean-Baptiste Lamarck는 동물 철학(Philosophie Zoologique, 1809)에서 종의 변환에 대한 가설을 제안했다. 라마르크는 모든 생물이 공통 조상을 공유한다고 믿지 않았다. 오히려 그는 단순한 형태의 생명체가 자연 발생에 의해 지속적으로 생성되었다고 믿었다. 그는 또한 자신이 때때로 신경액으로 묘사한 타고난 생명력이 시간이 지남에 따라 종을 더욱 복잡하게 만들고 존재의 거대한 사슬과 관련된 복잡성의 선형 사다리를 올라가게 한다고 믿었다. Lamarck는 또한 종들이 환경에 적응했음을 인식했다. 그는 복잡성을 증가시키는 동일한 신경계가 운동의 영향을 받는 것처럼 동물(또는 식물)의 기관도 그 기관의 사용 여부에 따라 변화하게 했다고 말함으로써 이 관찰을 설명했다. 그는 이러한 변화가 다음 세대에 유전될 것이며 환경에 천천히 적응할 것이라고 주장했다. 그의 이름과 밀접하게 연관되어 20세기로의 진화론에 대한 논의에 영향을 미친 것은 후천적 특성의 유전을 통한 이차적 적응 메커니즘이었다.
독일인 Abraham Gottlob Werner는 지질학적 변형론을 믿었다. 구체적으로 베르너는 지구가 되돌릴 수 없고 지속적인 변화를 겪는다고 주장했다. 영국의 급진적인 비교 해부학 학파인 에든버러 학파는 자연사에 대한 많은 논쟁을 불러일으켰다. 외과의사 로버트 녹스( Robert Knox )와 해부학자 로버트 그랜트(Robert Grant)가 포함된 에든버러는 Étienne Geoffroy Saint-Hilaire와 같은 과학자가 포함된 Lamarck의 프랑스 변형 주의 학교와 긴밀히 접촉했다. 그랜트는 라마르크와 이래즈머스 다윈의 돌연변이와 진화론을 발전시켰고, 상동성을 조사하여 공통 혈통을 증명했다. 찰스 다윈은 어린 학생 때 그랜트와 함께 해양 동물의 수명 주기 조사에 참여했다. 그는 또한 고등 동물이 "가장 단순한 벌레"에서 "진화"한 방법을 설명하기 위해 라마르크를 칭찬한 1826년 익명의 논문을 저널에 발표한 Robert Jameson 교수 밑에서 지질학을 공부했다. 이것이 현대적인 의미의 "진화"라는 단어의 첫 사용이었다. Jameson 교수는 Wernerian이었기 때문에 변형 이론을 고려하고 학생들의 변형주의에 대한 관심을 키울 수 있었다. Jameson의 과정은 "동물 종의 기원" 에 대한 강의로 마감되었다.

Robert Chambers의 1844년 책 " Vestiges of the Natural History of Creation "의 도표는 어류(F), 파충류(R), 새(B)가 포유류(M)로 이어지는 경로의 가지를 나타내는 발달 모델을 보여준다.

컴퓨팅의 선구자인 Charles Babbage는 1837년에 자신의 비공식적인 9번째 Bridgewater 논문을 출판했으며, 신은 전능하고 선견지명이 있는 신의 입법자로서 창조할 수 있는 전능과 선견지명을 가지고 있으며, 법(또는 프로그램)을 만들면서 계속해서가 아니라 적절한 시기에 종을 낳는다는 논제를 제시했다. 새로운 종이 필요할 때마다 임시 기적을 방해한다. 1844년 스코틀랜드 출판사인 로버트 챔버스는 영향력 있고 극도로 논란이 되고 있는 대중 과학 책인 "Vestiges of the Natural History of Creation"을 익명으로 출판했다. 이 책은 태양계와 지구 생명체의 기원에 대한 진화 시나리오를 제안했다. 그것은 화석 기록이 현재 동물이 점차적으로 인류로 이어지는 주요 라인에서 분기되는 동물의 상승을 보여주었다고 주장했다. 그것은 변환이 우주를 지배하는 법칙에 짜여진 미리 정해진 ortogenetic 계획의 전개로 이어졌다는 것을 의미했다. 이런 의미에서 그것은 로버트 그랜트와 같은 급진주의자들의 생각보다 덜 완전히 물질 주의적이었지만, 인간이 동물 생명의 상승의 마지막 단계일 뿐이라는 암시는 많은 보수 사상가들을 격분시켰다. 아담 세드윅(Adam Sedgwick)과 같은 보수주의자와 예정된 진보에 대한 챔버스의 암시를 싫어했던 토마스 헨리 헉슬리(Thomas Henry Huxley)와 같은 급진적 유물론자들은 책에서 그들이 경멸할 수 있는 과학적 부정확성을 발견할 수 있었다. 다윈 자신도 저자의 "지성의 빈곤"을 공개적으로 개탄하고 그것을 "문학적인 호기심"으로 일축했다. 그러나 진화를 진보적인 과정으로 묘사하고 대중적인 성공을 거둔 흔적 에 대한 공개 토론의 높은 프로필은 10년 후 다윈의 이론에 대한 인식에 큰 영향을 미칠 것이다. 그것은 또한 Alfred Russel Wallace를 포함한 일부 젊은 박물학자들이 변환에 대한 아이디어에 관심을 갖도록 영향을 미쳤다.

## 변환 반대
종의 변형에 대한 아이디어는 계몽주의의 급진적 유물론과 강하게 연관되어 있으며 보다 보수적인 사상가들로부터 적대감을 받았다. Cuvier는 Lamarck와 Geoffroy Saint-Hilaire의 아이디어를 공격했고, 아리스토텔레스는 종이 불변한다는 데 동의했다. Cuvier는 동물의 개별 부분이 서로 너무 밀접하게 연관되어 있어 해부학의 한 부분이 다른 부분과 분리되어 변화하는 것을 허용하지 않는다고 믿었고 화석 기록은 파멸적인 멸종 후 다시 개체군이 나타나는 패턴을 보여주었다고 주장했다. 시간이 지남에 따라 점진적인 변화보다 그는 또한 수천 년 된 이집트의 동물과 동물 미라 그림이 현대 동물과 비교할 때 변화의 징후를 보이지 않는다고 언급했다. Cuvier의 주장의 강점과 선도적인 과학자로서의 그의 명성은 수십 년 동안 변형 아이디어를 과학적 주류에서 배제하는 데 도움이 되었다.
자연 신학 철학이 여전히 영향력이 있었던 영국에서 William Paley는 유명한 시계공 유추를 사용하여 책 "자연 신학"을 썼다. Buckland와 Sedgwick과 같은 자연 신학의 영향을 받은 지질학자들은 Lamarck와 Grant의 진화론적 아이디어를 공격하는 규칙적인 연습을 했으며, Sedgwick은 "Vestiges of the Natural History of Creation"에 대한 가혹한 리뷰로 유명하다. 지질학자 Charles Lyell은 성경적 지질학을 반대했지만 종의 불변성을 믿었으며 그의 Principles of Geology (1830-1833)에서 그는 Lamarck의 발달 이론을 비판하고 일축했다. 대신 그는 각 종에 "창조의 중심"이 있고 이 특정 서식지를 위해 설계되었지만 이 서식지가 변경되면 멸종되는 점진적인 창조 형태를 옹호했다.

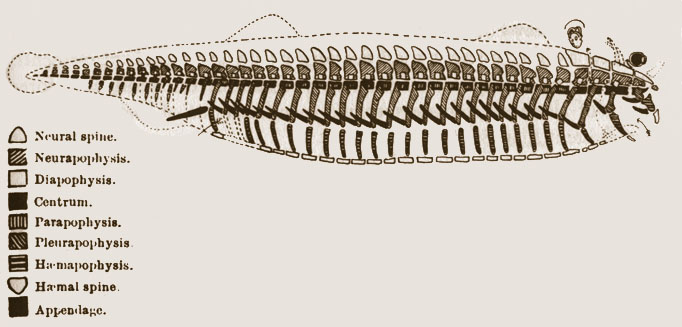
Richard Owen의 이 1847년 도표는 모든 척추동물에 대한 개념적 원형을 보여준다.

변환에 반대하는 또 다른 원인은 괴테, 헤겔, 로렌츠 오켄과 같은 이상주의와 관련된 독일 철학자와 박물학자의 영향을 받은 박물학자 학교였다. Louis Agassiz와 Richard Owen과 같은 이상주의자들은 각 종은 창조자의 마음 속에 있는 아이디어를 나타내기 때문에 고정되어 있고 변경할 수 없다고 믿었다. 그들은 종 사이의 관계가 화석 기록뿐만 아니라 발생학의 발달 패턴에서 식별될 수 있다고 믿었지만, 이러한 관계는 점진적 창조 가 복잡성을 증가시키고 인류를 절정에 이르게 하는 신성한 사고의 근본적인 패턴을 나타낸다. Owen은 척추동물의 사지와 같은 해부학적 상동성과 관련된 종의 시퀀스를 생성하는 신성한 마음에서 "원형"의 아이디어를 개발했다. 오웬은 로버트 그랜트와 같은 변환론자들의 아이디어가 갖는 정치적 의미에 대해 우려했으며, 과학계에서 그랜트를 성공적으로 소외시킨 보수주의자들의 공개 캠페인을 주도했다. Buckland와 Gideon Mantell 이 발견한 거대한 파충류에 대해 공룡이라는 용어를 만든 유명한 1841년 논문에서 Owen은 이 파충류가 현대 세계의 파충류보다 더 정교하기 때문에 Lamarck의 변형 이론과 모순된다고 주장했다. 다윈은 자신의 이론에서 오웬이 분석한 상동성을 잘 활용했지만, 흔적을 둘러싼 논쟁과 함께 그랜트에 대한 가혹한 대우는 출판 전에 그의 이론이 사실과 논거에 의해 완전히 뒷받침되도록 하기로 결정한 요인이 될 것이다.
1. ↑  There are three examples of the word 'evolution' in Social Statics, but none in the sense that is used today in biology.[3]

## 같이 보기
- 르네상스와 계몽주의의 진화론

## 참고 문헌
- Bowler, Peter J. (2003). 《Evolution:The History of an Idea》. University of California Press. ISBN 0-520-23693-9.
- Desmond, Adrian; Moore, James (1994). 《Darwin: The Life of a Tormented Evolutionist》. W. W. Norton & Company. ISBN 0-393-31150-3.
- Bowler, Peter J.; Morus, Iwan Rhys (2005). 《Making Modern Science》. The University of Chicago Press. ISBN 0-226-06861-7.
- Larson, Edward J. (2004). 《Evolution:The Remarkable History of Scientific Theory》. Modern Library. ISBN 0-679-64288-9.
- Secord, James A. (2000). 《Victorian sensation: the extraordinary publication, reception, and secret authorship of the Vestiges of the Natural History of Creation》. Chicago.
- van Wyhe, John (2007년 3월 27일). “Mind the gap: Did Darwin avoid publishing his theory for many years?” (PDF). 《Notes and Records of the Royal Society》 61 (2): 177–205. doi:10.1098/rsnr.2006.0171. S2CID 202574857.